# (132) Etra
(132) Etra es un asteroide perteneciente al grupo de los asteroides que cruzan la órbita de Marte descubierto el 13 de junio de 1873 por James Craig Watson desde el observatorio Detroit de Ann Arbor, Estados Unidos.
Está nombrado por Etra, un personaje de la mitología griega.

## Características orbitales
Etra está situado a una distancia media del Sol de 2,607 ua, pudiendo alejarse hasta 3,625 ua. Su inclinación orbital es 24,99° y la excentricidad 0,3902. Emplea 1538 días en completar una órbita alrededor del Sol.